# Robert Edwin Peary
Robert Edwin Peary (Cresson, 6 maggio 1856 – Washington, 20 febbraio 1920) è stato un esploratore statunitense che ha sostenuto di aver raggiunto per primo il polo nord anche se Frederick Cook, inizialmente suo collaboratore nelle spedizioni, dichiarò di aver raggiunto il polo un anno prima di Peary.

## Biografia
Come ingegnere della United States Navy US Navy, Peary fu addetto ai rilevamenti necessari per costruire il canale del Nicaragua; ma il suo campo d'azione sarebbe presto diventato la ghiacciata Groenlandia. Nel 1891-1892, benché ferito ad una gamba, dopo un lungo tragitto in slitta giunse all'estremo lembo settentrionale dell'isola. Seguirono numerose altre spedizioni in Groenlandia, da una delle quali riportò un meteorite di ferro quasi puro del peso di 34 tonnellate. 
Dopo due tentativi, nel 1902 e nel 1905, falliti per la stanchezza e le difficoltà, sostenne di essere riuscito a toccare per primo il polo nord il 6 aprile 1909. Vi giunse con 4 eschimesi, il suo assistente Matthew Henson e 40 cani da slitta. L'impresa di Peary è da anni oggetto di dibattito e sembrano diverse le prove che smentirebbero l'effettiva riuscita dell'impresa da parte dell'esploratore americano. Tra le persone che accompagnarono Peary nell'ultima fase del viaggio non c'era nessuno con conoscenze di navigazione che potesse quindi confermare indipendentemente i calcoli di Peary; la distanza e la velocità che Peary sostenne di aver raggiunto dopo che parte della spedizione era tornata indietro ha dell'incredibile, ben tre volte superiore alla velocità mantenuta per arrivare fino a quel punto.
Alcuni storici polari ritengono che Peary fosse onesto nella sua convinzione di aver raggiunto il Polo, mentre altri sostengono che fu colpevole di falso o di aver deliberatamente esagerato i particolari della sua spedizione finale. Altri ancora affermano che l'accusa di non aver raggiunto veramente il Polo sia solamente una montatura per screditarlo. Nel 1989 la National Geographic Society arrivò alla conclusione che, in base alle ombre nelle fotografie e alle misurazioni oceaniche annotate, Peary fosse arrivato a non più di 5 miglia di distanza dal Polo. Lo storico Fergus Fleming, nel sul libro Ninety Degrees North, ha elevato tale distanza a 20 miglia.
Reduce in patria dopo quasi un anno, ebbe grandi onori e fu insignito del grado di ammiraglio. Le sue imprese furono narrate dalla moglie, Josephine Diebitsch Peary, sua compagna in varie spedizioni.

## Peary nei media
- Nella Saga di Paperon de' Paperoni, prodotta all'inizio degli anni novanta, il fumettista Don Rosa racconta che Paperon de' Paperoni, intenzionato a comprare il Polo Nord, abbia incontrato Peary durante la spedizione del 1909 per finanziargliela, e che lo abbia preceduto nell'arrivo, senza però diffondere la notizia.
- Al cinema l'esploratore appare in alcuni documentari già dall'anno della sua impresa, il 1909.

### Filmografia
- Commander R.E. Peary (1909)
- Landing of Com. Robert E. Peary, the Discovery of the North Pole at Sydney, Nova Scotia (1909)
- The Glory of Their Times (1977)
- Minik (2005)
- The Prize of the Pole (2006)
- Nadie quiere la noche (2015)